# Moltke (Schiff, 1902)

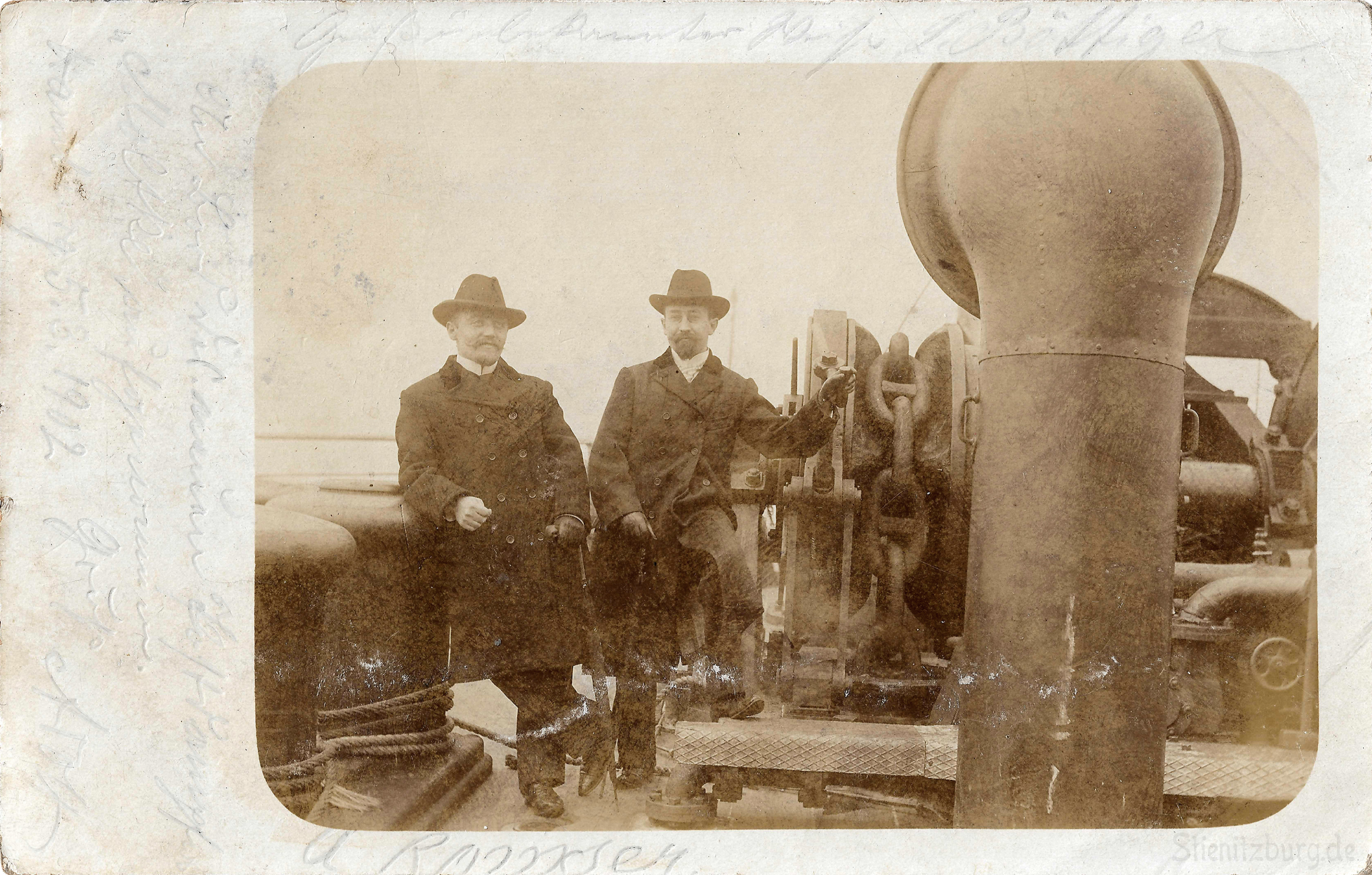
An Bord des neuen Postdampfers Moltke in Hamburg (Postkarte, 1902)

Der Passagierdampfer Moltke kam als verbessertes Schiff der Barbarossa-Klasse für die HAPAG in Dienst.
Bei der Auftragsvergabe war ein Einsatz auf der Reichspostdampferlinie nach Ostasien geplant, den die HAPAG noch mit dem Norddeutschen Lloyd (NDL) gemeinsam betrieb. Tatsächlich kam die Moltke auf dem Nordatlantik zum Einsatz, da die HAPAG ihre Beteiligung an der Reichspostdampferlinie Ende 1903 aufgab.
Ab 1919 war die Moltke als Pesaro unter italienischer Flagge in Dienst.

## Einsatz bei der HAPAG
Die Moltke, benannt nach dem preußischen Generalfeldmarschall Helmuth Karl Bernhard von Moltke, lief am 2. März 1902 aus Hamburg zu ihrer Jungfernfahrt über Boulogne-sur-Mer und Southampton nach New York aus. Auf dieser Strecke führte sie 34 Rundreisen im Dienst der HAPAG durch.
1905 wurde sie erstmals zur Durchführung einer Kreuzfahrt herangezogen. Darüber findet sich in einer Berliner Tageszeitung die entsprechende Werbung: „Große Orientfahrt mit dem rühmlichst bekannten transatlantischen Doppelschrauben-Postdampfer ‚Moltke‘“, der das Mittelmeer befuhr, denn als Abfahrts- und Zielhafen ist Genua genannt.
1906 führte sie von den USA aus eine große Orientkreuzfahrt durch, an die sich der erste Linieneinsatz des Schiffes von Genua nach New York am 3. April 1906 anschloss.
Auf der Strecke vom Mittelmeer in die USA führte sie 77 Rundreisen (letzte am 23. Juni 1914 in Genua begonnen) durch. Ihr Partnerschiff auf dieser Strecke war meist die Hamburg (10.532 BRT), ein Dampfer der Barbarossa-Klasse, den die HAPAG bei Aufgabe des Ostasienpostdienstes behalten hatte. Am 26. Oktober 1909 kam erstmals auch die größere Cincinnati, später auch deren Schwesterschiff Cleveland gelegentlich zum Einsatz.

### Schwesterschiff
- Blücher

## Kriegs- und Nachkriegsverwendung
Im August 1914 wurde die Moltke in Genua aufgelegt und dort am 25. Mai 1915 beim Kriegseintritt Italiens beschlagnahmt.
Ab 23. April 1919 wurde die in Pesaro umbenannte Moltke als größtes italienisches Handelsschiff vom Lloyd Sabaudo erstmals auf der Strecke von Genua über Marseille nach New York eingesetzt. Bis zum Juli 1921 führte sie zwölf Rundreisen durch. Später folgten auch Fahrten von Genua über Neapel nach Südamerika.
Schon 1925 wurde die ehemalige Moltke in Genua abgebrochen.